# Prins Hendrikbrug (Leeuwarden)
De Prins Hendrikbrug (Fries: Prins Hindrikbrêge) is een vaste brug in het centrum van de Friese hoofdstad Leeuwarden. De brug is vernoemd naar Prins Hendrik van Oranje-Nassau bijgenaamd Prins Hendrik de Zeevaarder, (1820-1879), de jongere broer van Koning Willem III (en niet, zoals ook weleens wordt aangenomen, naar prins Hendrik van Mecklenburg-Schwerin, de man van koningin Wilhelmina).
De brug overspant de Zuiderstadsgracht en verbindt de Prins Hendrikstraat, aan de noordzijde, met de Sophialaan, aan de zuidzijde. Meteen noordelijk en zuidelijk van de brug kruisen de Willemskade Noordzijde en Zuidzijde, die de gracht volgen, de Prins Hendrikstraat, resp. de Sophialaan.

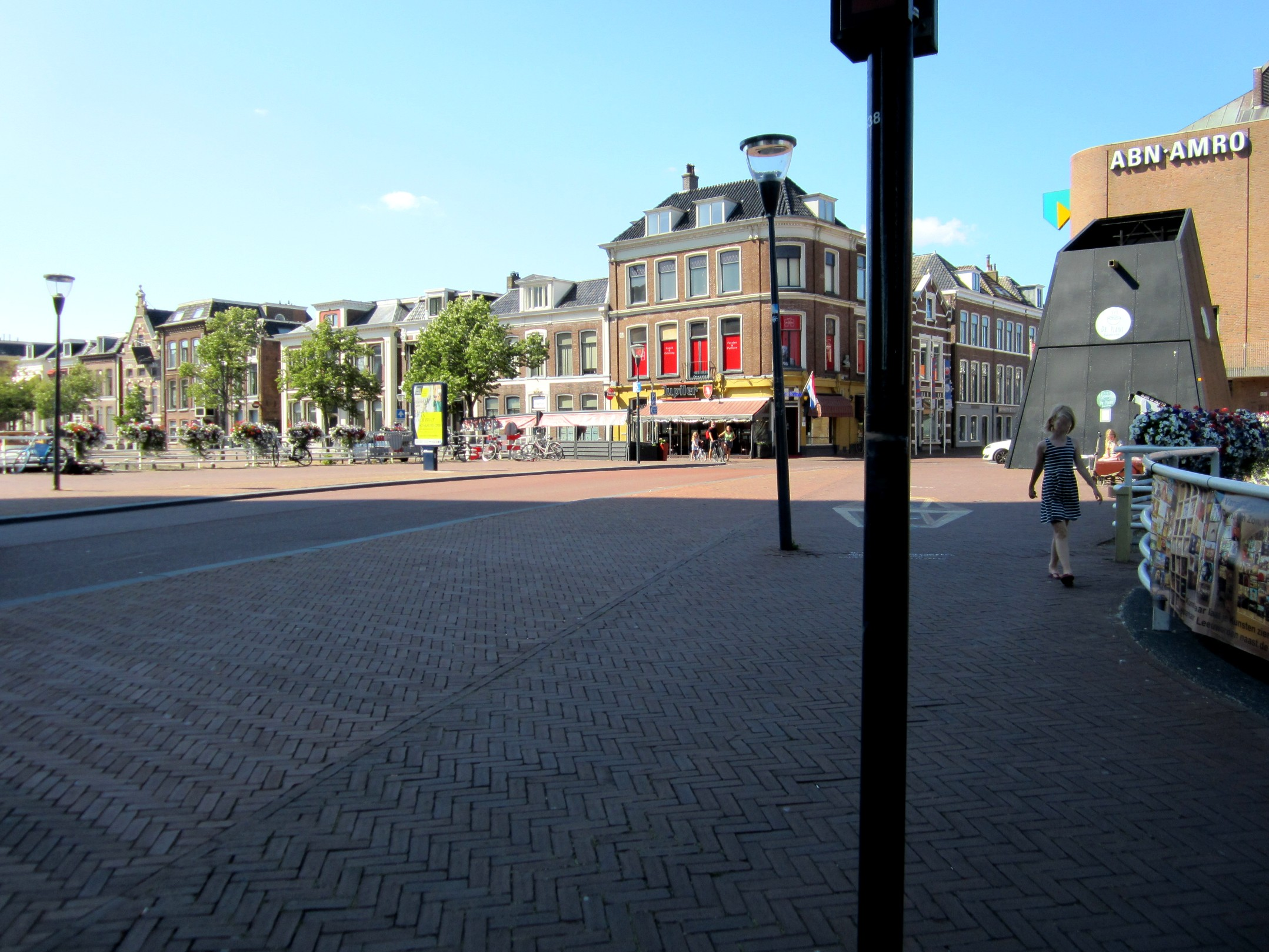
De Prins Hendrikbrug, gezien vanaf de Willemskade Zuidzijde. Het lijkt zo bijna een pleintje, maar is een zeer brede brug. Aan de rechterrand van de foto de oostelijke reling; in de verte tussen de lantaarnpaal en het gele reclamebord de met bloembakken behangen westelijke reling.

De brug ligt in de route Prins Hendrikstraat-Sophialaan die in noord-zuidrichting van het centrum van Leeuwarden naar het Station Leeuwarden loopt. Voorheen was de route vanaf de Vrouwenpoortsbrug via een gedeelte van het Westerplantage, de oostelijke helft van het Ruiterskwartier, de Prins Hindriksstraat en de Sophialaan een van de belangrijkste autoroutes door de binnenstad van Leeuwarden. Daardoor was de Prins Hendrikbrug een drukke verkeersbrug. In 2010 kwam daar een einde aan toen de gemeente Leeuwarden het Ruiterskwartier afsloot voor gemotoriseerd verkeer, met uitzondering van openbaar vervoer.
De oorspronkelijke Prins Hendrikbrug werd in 1869 aangelegd. Toen prins Hendrik de Zeevaarder dat jaar naar Leeuwarden reisde om de bouw in ogenschouw te nemen, nam het stadsbestuur die gelegenheid te baat om zijn toestemming te vragen om de brug naar hem te vernoemen. De huidige Prins Hendrikbrug dateert uit 1969, toen een vaste brug in de plaats kwam voor de oude, die open kon voor doorlating van scheepsverkeer.
In 2016 en 2017 kwam uit de Leeuwarder gemeenschap de roep om de brug weer beweegbaar te maken, omdat dat een impuls voor de stad zou zijn. De hoge kosten die daaraan waren verbonden en de slechte financiële vooruitzichten van de gemeente Leeuwarden, die het geld voor de nieuwe brug moest ophoesten, maken het echter onwaarschijnlijk dat dit er in de nabije toekomst van zal komen.